# Tokke
Tokke é uma comuna da Noruega, com 980 km² de área e 2465 habitantes (censo de 2004).         